# A Kajmán-szigetek az 1976. évi nyári olimpiai játékokon
A Kajmán-szigetek a kanadai Montréalban megrendezett 1976. évi nyári olimpiai játékok egyik részt vevő nemzete volt. Az országot az olimpián 1 sportágban 2 sportoló képviselte, akik érmet nem szereztek. A Kajmán-szigetek első alkalommal vett részt az olimpiai játékokon.

## Vitorlázás
Nyílt
| Versenyző                       | Versenyszám    | Futam | Futam | Futam | Futam  | Futam | Futam | Futam | Pontszám | Helyezés |
| Versenyző                       | Versenyszám    | 1     | 2     | 3     | 4      | 5     | 6     | 7     | Pontszám | Helyezés |
| ------------------------------- | -------------- | ----- | ----- | ----- | ------ | ----- | ----- | ----- | -------- | -------- |
| Gerry Kirkconnell Peter Milburn | 470-es osztály | 34,0  | 29,0  | 24,0  | (37,0) | 24,0  | 31,0  | 34,0  | 176,0    | 28.      |